# NGC 204
NGC 204 (również PGC 2397 lub UGC 423) – galaktyka soczewkowata (S0), znajdująca się w gwiazdozbiorze Ryb. Odkrył ją John Herschel 16 października 1827 roku. Być może wcześniej obserwował ją William Herschel 21 grudnia 1786 roku, jednak nie opublikował wyników swoich obserwacji.